# Czechoslovakian International 1972
Die Czechoslovakian International 1972 im Badminton fanden vom 3. bis zum 4. November 1972 in Prag statt. Es war die erste Auflage der Titelkämpfe.

## Finalergebnisse
| Disziplin    | Sieger                           | Finalist                               | Ergebnis     |
| ------------ | -------------------------------- | -------------------------------------- | ------------ |
| Herreneinzel | Edgar Michalowski                | Clemens Wortel                         | 17-16, 15-8  |
| Dameneinzel  | Monika Thiere                    | Angela Michalowski                     | 11-6, 11-6   |
| Herrendoppel | Siegfried Betz Franz Beinvogl    | Roland Riese Wolfgang Böttcher         | 15-6, 15-11  |
| Damendoppel  | Monika Thiere Angela Michalowski | Gudrun Ziebold Anke Betz               | 18-15, 15-10 |
| Mixed        | Roland Riese Monika Thiere       | Erfried Michalowsky Angela Michalowski | 15-4, 15-10  |